# Chiesa di San Michele Arcangelo (Bellinzago Lombardo)
La chiesa di San Michele Arcangelo è la parrocchiale di Bellinzago Lombardo, in città metropolitana e arcidiocesi di Milano; fa parte del decanato di Melzo.

## Storia
Nel Liber Notitiae Sanctorum Mediolani si legge che l'originaria cappella di Bellinzago Lombardo era filiale della pieve di Gorgonzola, situazione confermata dalla Notitia cleri del 1398; questa chiesa fu eretta a parrocchiale nel 1466.
Questo edificio si componeva di un'unica navata, sulla quale si affacciavano le due cappelle laterali; grazie alla Nota parrocchie Stato di Milano del 1781 si conosce che il numero dei fedeli bellinzaghesi era 814, scesi a 812 nel 1788.
Nel 1897 l'arcivescovo di Milano Andrea Carlo Ferrari, compiendo la sua visita pastorale, trovò che la parrocchiale, che era sede della confraternita del Santissimo Sacramento, aveva come filiali gli oratori di Santa Maria della Neve e di San Giorgio e che i fedeli erano 1460.
La prima pietra della nuova chiesa venne posta il 5 marzo 1938 dall'arcivescovo Alfredo Ildefonso Schuster; l'edificio, disegnato da Giuseppe Brambilla, fu portato a termine nel 1948 e consacrato il 15 ottobre del medesimo anno.
Nel 1972, in seguito alla riforma della suddivisione territoriale dell'arcidiocesi voluta dall'arcivescovo Giovanni Colombo, la parrocchia passò dal vicariato di Gorgonzola al decanato di Melzo.

## Descrizione

### Esterno
La facciata a salienti della chiesa, rivolta a sud e scandita da quattro lesene, presenta al centro il portale d'ingresso principale, affiancato dai due ingressi laterali e sovrastato da un'immagine sacra, e, più in alto, una grande finestra di forma semicircolare, sormontata dalla scritta "DOM S. Michaeli Arcangelo".
Dai fianchi, rivestiti in laterizio e suddivisi da lesene e archi a tutto sesto, aggettano i volumi delle due cappelle laterali. Dal centro dell'edificio emerge il tiburio a pianta ottagonale.
Annesso alla parrocchiale è il campanile a pianta quadrata in stile postmoderno, con cella campanaria in metallo.

### Interno
L'interno dell'edificio si compone di un'unica navata, sulla quale si affacciano due grandi cappelle laterali; l'aula è coronata nel mezzo da un'ampia cupola, illuminata da un oculo in sommità.
Al termine della navata si sviluppa il presbiterio, coperto da una volta a botte e chiuso sul fondo dall'abside a pianta semicircolare, sulle cui pareti si aprono due alte monofore a tutto sesto; l'ambiente accoglie nel mezzo l'altare maggiore a mensa, aggiunto nel 1988.